# Moncharmontzeiana
Moncharmontzeiana es un género de foraminífero bentónico de la Subfamilia Sipholageninae, de la Familia Ellipsolagenidae, de la Superfamilia Polymorphinoidea, del Suborden Lagenina y del Orden Lagenida. Su especie-tipo es Pytine parthenopeia. Su rango cronoestratigráfico abarca desde el Pleistoceno hasta la Actualidad.

## Discusión
Moncharmontzeiana se propuso para reemplazar a Pytine Moncharmont Zei & Sgarella, 1978, ya que el nombre de este género se considera inválido al ser homónimo del género de trilobite Pytine Fortley, 1975. Clasificaciones previas incluían Moncharmontzeiana en la Superfamilia Nodosarioidea.

## Clasificación
Moncharmontzeiana incluye a las siguientes especies:
- Moncharmontzeiana hertwigiana
- Moncharmontzeiana parthenopeia